# Transplante de baço
Transplante de baço é um procedimento cirúrgico no qual um baço inteiro ou fragmentos dele são transplantados para outra pessoa.